# Route nationale 10 (Madagascar)
Pour les articles homonymes, voir Route nationale 10.
La route nationale 10 (N 10) est une route nationale s'étendant d'Andranovory jusqu'à Ambovombe à Madagascar .

## Description
La route N10 parcourt 512 kilomètres dans les régions de Atsimo-Andrefana et de Androy.
Presque entièrement dépourvus d'asphalte, la RN 10 est considérée l'une des plus techniques de Madagascar en matière de conduite automobile. Cependant, lors de ses vœux à la nation, le 31 décembre 2024, le président Andry Rajoelina annonçait le début imminent des travaux de bitumage intégral de cette axe routier, financé par la Banque mondiale.

## Parcours
D'ouest en Est :
- Andranovory - Croisement de la RN 7 (Tulear - Fianarantsoa - Antananarivo)
- Tameantsoa - passage du Onilahy
- Betioky - Réserve spéciale de Beza Mahafaly à 35 km au Nord-est
- Ambatry
- Mahazoarivo - Croisement d'une route secondaire menant à Vohitsara et Akazomateila (grottes des Mahafaly) et Parc national de Tsimanampetsotsa
- Ejeda - Croisement d'une route menant à  Itampolo et passage du Linta
- Manakaralahy -  passage de la Manakaralahy
- Sakoambe
- Ampanihy
- Tranoroa - passage de la  Menarandra
- Andamilamy
- Beloha
- Tsihombe
- Ambondro
- Ambovombe - Croisement de la RN 13 (Ihosy - Tôlanaro)